# بيدرو كابريرا
بيدرو كابريرا (بالإسبانية: Pedro Cabrera)‏ هو مبارز بالسيف إسباني، ولد في 26 أبريل 1937 في بلنسية في إسبانيا.

## وصلات خارجية
- بيدرو كابريرا على موقع أوليمبيديا (الإنجليزية)